# Pteronotus alitonus
Pteronotus alitonus — вид рукокрилих ссавців з родини Mormoopidae.

## Опис
P. alitonus діагностується як окремий вид кількома незалежними ознаками, включаючи акустичні, молекулярні та морфологічні дані, що дозволяє його розпізнавати у польових, лабораторних та наукових колекціях. Ехолокацію кажан використовує в діапазоні між 59 і 60 кГц. Молекулярно він відхиляється приблизно на 5% від своєї сестринської групи, виду P. rubiginosus. Є також краніальні й дентальні відмінності. 

## Поширення
Новий вид кажанів відомий з кількох місцевостей у незайманих лісах Гаяни, Суринаму, Французької Гвіани та бразильської Амазонки. Наявні дані свідчать що цей вид переважно добуває корм у сильно захаращених лісистих районах.